# Antillanthus
Antillanthus là một chi thực vật có hoa trong họ Cúc (Asteraceae).

## Loài
Chi Antillanthus gồm các loài: